# Televisión por satélite en España
La televisión por satélite en España empezó de forma oficial en 1994 cuando nacieron las plataformas de Canal Satélite y Cotelsat en analógico —en Astra e Hispasat respectivamente—, si bien en 1988 comenzaron las emisiones de Canal 10, que intentó sin éxito entrar al mercado español desde Londres.
Actualmente en España existen varios canales digitales en abierto por satélite, las versiones internacionales de TVE y las autonómicas de la FORTA, así como la plataforma de pago Movistar+.

## Historia

### Inicios: Canal 10 e Hispasat
Las primeras concesiones para emitir por satélite en España no se realizaron hasta octubre de 1993, pero anteriormente a estas licencias nació Canal 10, de la empresa Film Success, con accionistas como Enrique Talarewitz, Caixa de la Seguridad Social de Andorra, Caja de Ahorros de Vitoria y Canal+ Francia, así como el financiero argentino Jacqes Hachuel.
Este canal encontró un resquicio legal, comenzando sus emisiones el 25 de enero de 1988 en analógico a través del Intelsat 5 desde Londres, gratuito durante dos meses, codificando su señal posteriormente. Su coste era de 15 000 pesetas.
Esta aventura acabó poco después en la quiebra del canal, y tan solo 654 abonados, lo que provocó el cese de emisiones.
Casi en paralelo a esta desaparición nació el satélite Hispasat, gestionado desde 1989 por una sociedad anónima del mismo nombre, con accionistas que en aquel momento eran empresas mayoritariamente públicas como Retevisión, Telefónica o Caja Postal.

### Cotelsat y Canal Satélite
En 1994 la compañía Sogecable, que en ese momento tenía la licencia de televisión terrestre en la que emitía Canal+, lanzó una plataforma de televisión por satélite analógica llamada Canal Satélite.
Esta compañía emitía a través del satélite Astra, lanzado en 1985, y tenía un total de cuatro canales: Cinemanía, Documanía, Minimax y Cineclassics, a la que se sumaría antes de su desaparición Sportmanía.
Casi de manera simultánea el Gobierno de Felipe González concede un total de cinco licencias para emitir a través del satélite Hispasat: dos para RTVE y otra para cada una de las cadenas privadas que emitía en analógico.
Las cinco cadenas se unieron en septiembre de 1994 para crear Cotelsat, una plataforma para gestionar estas emisiones cobrando una cuota mensual de suscripción. Estos canales fueron Teledeporte y Canal Clásico de RTVE, Telenoticias de Antena 3, Telesat 5 de Telecinco y Cinemanía 2, hermana de Cinemanía de Canal Satélite, de Canal+.
Sus escasos abonados —unos 4000— y el poco interés de algunos de los socios como Sogecable, más interesado en Canal Satélite que en Cotelsat, hicieron desaparecer la plataforma en junio de 1995. Con la desaparición de Cotelsat todos los canales salvo Cinemanía 2 pasaron a emitir en abierto hasta el nacimiento de Vía Digital.

### Ley de Televisión por Satélite
Antes de la finalización del cuarto y último mandato de Felipe González se aprueba la Ley de Televisión por Satélite.
Esta ley tiene una importante novedad ya que permite prestar servicio por satélite con tan solo solicitar una autorización administrativa al Ministerio de Fomento, ya que esta nueva ley establecía que «los servicios de telecomunicaciones para cuya prestación se utilicen de forma principal redes de satélites de comunicaciones no tendrán la consideración de servicio público».

### Canal Satélite Digital y Vía Digital
Con la única limitación del propio mercado, tras la aprobación de la Ley de Televisión por Satélite dos empresas se lanzan a la búsqueda del mercado digital de pago en España. Por un lado Sogecable, que ya disponía de su televisión de pago analógica Canal Satélite, y por otro lado Telefónica.
Sogecable caminaba sola, mientras que Telefónica en un principio contaba con varios socios, como RTVE, Televisa y Antena 3, este último controlado en ese momento por el Grupo Zeta, el cual poseía gran parte de los derechos deportivos. Pese a ello, el 23 de diciembre de 1996 el Grupo Zeta llegó a un acuerdo con Sogecable conocido como Pacto de Nochebuena para la gestión conjunta de los derechos deportivos, abandonando el proyecto de Telefónica y creándose la empresa Audiovisual Sport. Este hecho generó una gran polémica empresarial y política que incluso tuvo repercusión en las Cortes Generales.
En medio de toda esta vorágine, el 30 de enero de 1997 nacieron Canal Satélite Digital de la mano de Sogecable, Vivendi —dueña de Canal+ Francia— y Antena 3, sustituyendo a Canal Satélite en el satélite Astra. Algo más tarde, el 15 de septiembre, nacía Vía Digital con Telefónica a la cabeza.
Estos dos lanzamientos estuvieron inmersos en otra polémica, la del Real Decreto 1/1997, del 1 de febrero, que subía el IVA de la televisión de pago al 16 % y creaba un Registro de Operadores de Acceso Condicional en la Comisión del Mercado de las Telecomunicaciones (CMT) para la homologación de decodificadores. Este registro denegó en primera solicitud la inscripción de Canal Satélite Digital el 6 de mayo, que no le impidió seguir emitiendo porque emitía desde Luxemburgo.
El Gobierno estaba interesado en el sistema multicrypt que usaría Vía Digital, frente al simulcrypt que usaría Canal Satélite Digital. Todo este proceso de regulación trajo problemas con la Unión Europea por este poder de la CMT para regular los decodificadores, hecho que provocó que el gobierno de José María Aznar aceptara que el Registro fuera meramente declarativo y aceptó la inscripción de Canal Satélite Digital el 12 de febrero de 1998 junto con la inscripción de Vía Digital.

### Movistar+
Tras este proceso algo turbulento de puesta en marcha las plataformas estuvieron compitiendo con muchas pérdidas en ambas, especialmente en Vía Digital, que pudo seguir operando al formar parte de Telefónica Media —Admira desde 2001—, junto con otras compañías como Antena 3, Onda Cero o Endemol. Todo cambió con la llegada de César Alierta a Telefónica, que comenzó una desinversión en el sector audiovisual que provocó incluso la venta de parte de Antena 3 al Grupo Planeta.
Con las pérdidas de ambas empresas y el interés de desinversión de Telefónica comenzó el proceso de fusión entre ambas compañías, al margen del Gobierno, para la integración de los negocios. El proceso se cerró el 8 de mayo de 2002. En el acuerdo, se cerró la absorción por parte de Sogecable de Vía Digital, haciendo una ampliación de capital del 23 % para los accionistas en aquel entonces de Vía Digital. El grupo resultante tenía más 2,5 millones de abonados.
Pero este acuerdo aún estaba sujeto a la intervención de las autoridades de la Competencia. El resultado de varios meses de deliberaciones hizo que el 28 de agosto de 2002 la Comisión del Mercado de las Telecomunicaciones hiciera público un informe donde el organismo reconocía la inviabilidad de dos compañías por satélite pero advertía del peligro a la libre competencia que esto suponía en varios mercados, como el de emisión de películas y deporte, así como la producción de canales.
El 13 de noviembre, el Tribunal de Defensa de la Competencia envía el informe definitivo al gobierno, con tan solo 10 condiciones, entre ellas la cesión del PPV a las operadoras de cable así como limitaciones a la hora de renovar los contratos con los clubes de fútbol. Unos días después, el 29 de noviembre, el Consejo de Ministros aprueba la fusión, si bien amplía a 34 las condiciones, 24 más de las pedidas por el Tribunal de la Competencia, aunque estas condiciones fueron inferiores a las impuestas por el Gobierno italiano a la compra de Telepiù por parte de Murdoch, que posteriormente fue investigada por la Unión Europea.
Estas condiciones impuestas parecieron no contentar a nadie ya que tanto las tres empresas involucradas en la fusión —Sogecable, Vía Digital y Telefónica— como los afectados por ella, como Gestevisión Telecinco, Mediapark —actual Teuve—, operadores de cable agrupados en ONO y la AOC a través de Auna, interpusieron recursos contenciosos administrativos ante el Tribunal Supremo.
Aun con los recursos interpuestos, la fusión continuó su proceso, y el 21 de julio de 2003, nació tanto en Astra como en Hispasat la nueva plataforma, llamada Digital+. Este hecho tuvo también su polémica al alegar las operadoras de cable y las televisiones privadas Antena 3 y Telecinco que se incumplían algunas de las condiciones, como la subida de precios a los abonados o el no llegar al 20 % de contenido de programadores independientes.
El 17 de octubre de 2011, Digital+ pasa a denominarse Canal+. Por su parte, el canal antes conocido como Canal+ pasa a renombrarse como Canal+ 1. El cambio también afecta al Festival de Series de Digital+, que pasa a ser el Festival de Series de Canal+.

### Starmax HD
A principios de 2011 se anuncia reiteradamente en medios de comunicación especializados la intención de tener presencia en la televisión de pago por parte de Starmax HD, una empresa subsidiaria de Starmax —(operador británico de telecomunicaciones—. Esta compañía logró alcanzar un acuerdo de exclusividad con Anvimur —instalador de antenas—, Ferguson —fabricante de descodificadores— y Globecast —empresa encargada del transporte de la señal—.
El 29 de marzo de 2011 comienza sus emisiones en pruebas con un paquete único compuesto por doce canales de televisión —nueve disponibles en esa fecha— y la posibilidad de acceder a los canales gratuitos de TDT y satélite mediante un descodificador avanzado de último generación capaz de grabar en formato USB y descodificar señales en alta definición. Otra de las ventajas que trajo consigo Starmax fue la suscripción de tipo prepago, algo completamente inédito en España, que permite pagar por adelantado los meses que se deseen contratar sin necesidad de facilitar cualquier dato personal o bancario del titular del servicio.
El 14 de abril de 2011 se inicia la emisión de Discovery World HD, que se suma a los ya existentes: Cinematk, KidsCo, MGM HD, Eurosport HD, Eurosport 2, XTRM, BBC Entertainment, Somos y Natura. A pesar de las dificultades iniciales, tales como la falta de audio en versión original, subtítulos y EPG —obligatoria por ley—, apenas una semana más tarde se incorporaron los dos canales restantes: Filmbox y Filmbox España, inéditos en nuestro país y que emiten cine europeo y español. 
El 5 de julio de 2011 el operador informaba en un comunicado de prensa que cesaba sus emisiones provisionalmente para hacer mejoras técnicas de cara al futuro. Según informó el operador en octubre la operadora volvería a salir a la luz con mejoras tanto técnicas como en servicios y canales. Sin embargo, el 26 de diciembre de 2011 se anunció que Starmax HD abandonaba finalmente el mercado español, por lo que la plataforma cesaba oficialmente su actividad.

## Canales libres

### Astra 19,2º E
| Canal                    | Grupo           | Frecuencia        |
| ------------------------ | --------------- | ----------------- |
| TVE Internacional Europa | RTVE            | 11627 V 22000 5/6 |
| Canal 24 horas           | RTVE            | 11627 V 22000 5/6 |
| Canal Sur Andalucía      | RTVA            | 11156 V 22000 5/6 |
| Aragón TV INT            | CARTV           | 11686 V 22000 5/6 |
| Canal Extremadura Sat    | CEXMA           | 11377 V 22000 5/6 |
| Galicia TV Europa        | CRTVG           | 11068 V 22000 5/6 |
| Portada de Movistar+     | Movistar+       | 10847 V 22000 5/6 |
| LTC                      | El Corte Inglés | 10759 V 22000 5/6 |

### Hispasat 30.0º O
| Canal                 | Grupo           | Frecuencia        |
| --------------------- | --------------- | ----------------- |
| CANAL SUR A.          | RTVA            | 11731 V 27500 3/4 |
| Canal Extremadura SAT | CEXMA           | 10890 V 27500 3/4 |
| ARAGON TV             | CARTV           | 11811 V 27500 3/4 |
| Hispasat 4K HEVC      | Hispasat        | 10730 V 30000 3/4 |
| PORTADA               | Movistar+       | 12380 V 27500 3/4 |
| LTC                   | El Corte Inglés | 12226 V 27500 3/4 |
| Parlamento            | Estado español  | 10890 V 27500 3/4 |
| EHS                   | Ehs.TV          | 10890 V 27500 3/4 |

## Canales de pago

### Movistar+
| Canal        | Grupo           | Frecuencia Astra 19,2º Este | Codificación  |
| ------------ | --------------- | --------------------------- | ------------- |
| La 1 HD      | RTVE            | 11436 V 22000 5/6           | Nagravisión 3 |
| La 2         | RTVE            | 10978 V 22000 5/6           | Nagravisión 3 |
| Antena 3 HD  | Atresmedia      | 10906 V 22000 2/3           | Nagravisión 3 |
| Cuatro HD    | Mediaset España | 10906 V 22000 2/3           | Nagravisión 3 |
| Telecinco HD | Mediaset España | 10906 V 22000 2/3           | Nagravisión 3 |
| La Sexta HD  | Atresmedia      | 10906 V 22000 2/3           | Nagravisión 3 |
| #0           | Movistar+       | 11126 V 22000 2/3           | Nagravisión 3 |